# フィジーの交通
フィジーの交通（フィジーのこうつう）では、オセアニアの国フィジーの交通について解説する。

## 鉄道

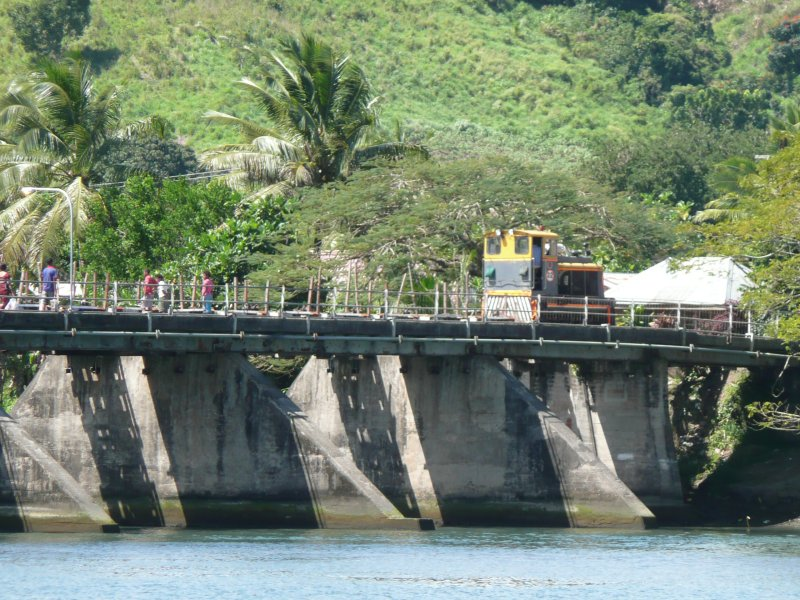
フィジーのサトウキビ輸送専用鉄道

1995年現在、総延長は597kmで、610mmゲージを使用している。
サトウキビ運搬鉄道はフィジー政府所有のフィジー砂糖会社がサトウキビを輸送するために利用しており、一般の乗客や貨物の利用には使われない。路線はサトウキビ産業の盛んなビティレブ島西部とバヌアレブ島に集中している。

## 運河
総延長203kmのうち、122kmは動力式の小型船や200t級の貨物船で航行可能。

## 港湾
サブサブ、スバ、ラウトカ、ランバサ、レブカの5つの港湾がある。

## 商船
1999年推計で6隻の1,000t級以上の商船を保有し、無積載総重量は14,787tである。船種別では化学タンカーが2隻、客船が1隻、石油タンカーが1隻、ロールオン・ロールオフ貨物船（ローロー船）が1隻、特殊タンカーが1隻となっている。

## 空港
フィジーの空港の一覧も参照。

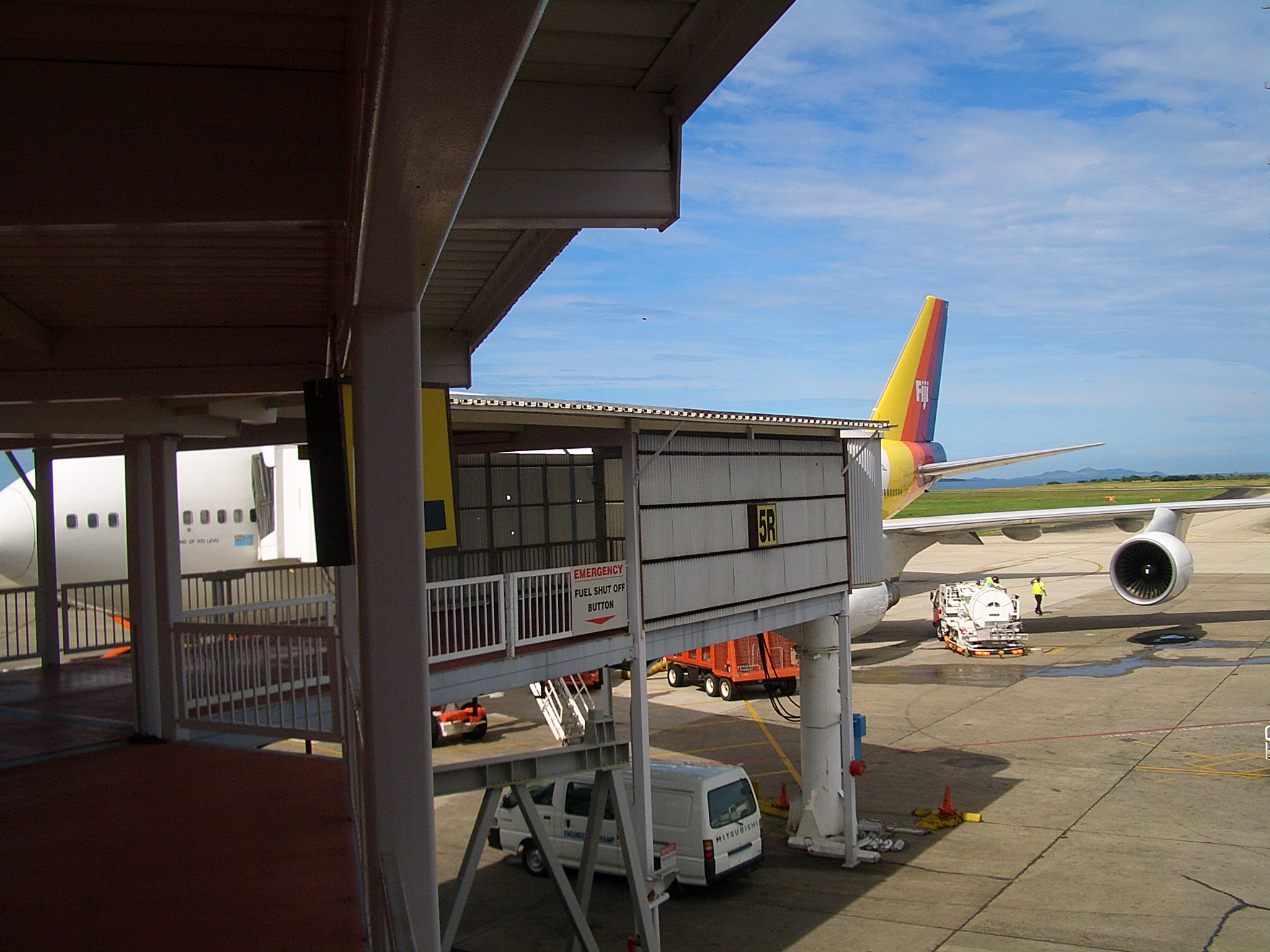
ナンディ国際空港にて

1999年現在、ナンディ国際空港やナウソリ国際空港をはじめとする25の空港がある。うち3つの空港は滑走路が舗装されており、滑走路長は以下の通りである。
- 3,047m以上（1港）
- 1,524～2,437m（1港）
- 914～1,523m（1港）

未舗装の空港は計22港で、滑走路長は以下の通り。
- 914～1,523m（5港）
- 914m以下（17港）